# Bidessonotus mobilis
Bidessonotus mobilis är en skalbaggsart som beskrevs av J. Balfour-browne 1947. Bidessonotus mobilis ingår i släktet Bidessonotus och familjen dykare. Inga underarter finns listade i Catalogue of Life.